# سبايدرمان الجار الودود
سبايدرمان الجار الودود (بالإنجليزية: Your Friendly Neighborhood Spider-Man) هو مسلسل رسوم متحركة أمريكي من تأليف جيف تراميل لخدمة البث ديزني+ ، استنادًا إلى شخصية الرجل العنكبوت من مارفل كومكس. إنه المسلسل التلفزيوني الثاني عشر في عالم مارفل السينمائي (MCU) من استوديوهات مارفل ومن إنتاج استوديوهات مارفل للرسوم المتحركة. يستكشف المسلسل قصة أصل بيتر باركر وأيامه الأولى بصفته سبايدرمان، ويدور أحداثه في جدول زمني بديل للأفلام والمسلسلات التلفزيونية الرئيسية في عالم مارفل السينمائي حيث يصبح نورمان أوزبورن مرشد بيتر بدلاً من توني ستارك. يشغل تراميل منصب المنتج التنفيذي والكاتب الرئيسي، مع ميل زواير كمشرف على الإخراج.
يؤدي هودسون ثايمز صوت شخصية بيتر باركر/ سبايدر مان، مستعيدًا دوره من مسلسل الرسوم المتحركة ماذا لو...؟ من إنتاج استوديوهات مارفل. (2021–2024)، بطولة كاري والغرين، وغريس سونغ، ويوجين بيرد، وزينو روبنسون، وكولمان دومينغو، وهيو دانسي، وتشارلي كوكس. أعلنت ديزني+ عن المسلسل باسم سبايدرمان: السنة الأولى في نوفمبر 2021، مع انضمام تراميل. كان من المقرر في الأصل أن يتم تعيينه في استمرارية عالم مارفل السينمائي الرئيسي، لكن الفريق الإبداعي وجد هذا مقيدًا للغاية وقرر نقله إلى جدول زمني بديل، مما يسمح للمسلسل باستكشاف الأفكار والشخصيات المألوفة بطرق جديدة. تم تغيير عنوانه إلى سبايدرمان الجار الودود بحلول ديسمبر 2023. تُعد الرسوم المتحركة ثلاثية الأبعاد المظللة تكريمًا لأسلوب الفن في القصص المصورة الرجل العنكبوت المذهل التي كتبها ستيف ديتكو وجون روميتا الأب، مع الرسوم المتحركة المقدمة من الصورة المضلعة و سي جي سي جي للصناعة.
عُرض الموسم الأول من مسلسل "سبايدرمان الجار الودود" بحلقتيه الأوليين على منصة ديزني+ في 29 يناير 2025، على أن تُعرض الحلقات المتبقية على دفعات حتى 19 فبراير، كجزء من المرحلة الخامسة من عالم مارفل السينمائي. من المتوقع عرض الموسم الثاني في عام 2026، كجزء من المرحلة السادسة. ويجري حاليًا تطوير موسم ثالث.

## المقدمة
يكشف مسلسل سبايدرمان الجار الودود قصة أصل بيتر باركر وأيامه الأولى باستخدام شخصية الرجل العنكبوت . تدور أحداث المسلسل في خط زمني بديل داخل الكون المتعدد حيث يصبح نورمان أوزبورن مرشدًا لبيتر بدلاً من توني ستارك ، كما يحدث في الخط الزمني الرئيسي لـ عالم مارفل السينمائي (MCU).

## الممثلين ومؤدي الأصوات والشخصيات الخيالية

### الشخصيات الرئيسية
- هدسون تيمز في دور بيتر باركر / الرجل العنكبوت :

طالب جديد يبلغ من العمر 15 عامًا في مدرسة روكفورد تي بيلز الثانوية يكتسب قدرات تشبه قدرات العنكبوت بعد أن عضه عنكبوت معدل جينياً وأصبح بعدها بطل خارق يحارب الجريمة. استمتع الكاتب الرئيسي ومنتج العرض جيف تراميل باستكشاف عقلية بيتر، وكيف يتأثر بالشخصيات المختلفة من حوله، والتأثير الذي يتركه ذلك على نموه باعتباره الرجل العنكبوت.
- كاري والغرين في دور ماي باركر : عمة بيتر الأرملة بعد وفاة زوجها بن باركر
  - كما تؤدي والغرين أيضًا صوت روكسانا فولكوف، وهي مجرمة روسية
- غريس سونغ بدور نيكو مينورو : زميلة بيتر في الدراسة وأفضل صديق له وصديقته المقربة
- يوجين بيرد في دور لوني لينكولن / تومبستون :

زميل بيتر في الدراسة وقائد فريق بيلز لكرة القدم الذي ينضم على مضض إلى عصابة شارع 110 لحماية شقيقه، مما يقوده إلى طريق مظلم وعميق
- زينو روبنسون في دور هاري أوزبورن :

ابن نورمان الذي أصبح صديقًا لبيتر وقدم له الدعم باعتباره "الرجل الموجود على المكتب" الخاص بالرجل العنكبوت، في إشارة إلى مصطلح "الرجل الموجود على الكرسي" المستخدم في الجدول الزمني الرئيسي لعالم مارفل السينمائي (إم.سي.يو).
- كولمان دومينغو في دور نورمان أوزبورن :

الرئيس التنفيذي لشركة أوسكورب ، والد هاري، ومعلم بيتر. وأشار تراميل إلى أن نورمان ليس بطلاً مثل توني ستارك / الرجل الحديدي - معلم بيتر في الخط الزمني الرئيسي لـعالم مارفل السينمائي - وأن أساليبه "قد لا تكون في مصلحة الجميع".
- هيو دانسي في دور أوتو أوكتافيوس : عالم يبيع أسلحته ومعداته عالية التقنية لمجرمين مختلفين
- تشارلي كوكس في دور مات مردوك / ديرديفيل : محامٍ أعمى يتمتع بحواس خارقة من مطبخ الجحيم يعيش حياة مزدوجة كحارس ملثم

### المتكررين
- كاثي آنج بدور بيرل بانجان : زميلة بيتر في الدراسة وحبيبته منذ الطفولة والتي كانت تواعد لوني سابقًا
- إيريكا لوتريل بدور السيدة لينكولن: والدة لوني وأندريه
  - كما يؤدي لوتريل صوت إيما، زميلة بيتر في الفصل؛ وآشا ، متدربة في شركة أوسكورب تنحدر من واكاندا
- أنجالي كوناباني في دور جين فوكو : متدربة في شركة أوسكورب
- ليلى باريت بدور بيج دونوفان : زعيمة عصابة شارع 110
- إيتوري إيوان في دور البلدوزر : عضو في عصابة شارع 110

### الضيوف
- كلين جوف في دور
  - كائن فضائي تكافلي يهاجم مدرسة ميدتاون الثانوية
  - فنسنت باتيليو : مساعد أوكتافيوس
- روبن أتكين داونز في دور الدكتور ستيفن سترينج : جراح أعصاب أصبح أستاذًا في الفنون الصوفية بعد حادث سيارة أنهى حياته المهنية
- فيل لامار في دور السيد لينكولن: والد لوني
- روجر كريج سميث في دور
  - فيل جرايفيلد : مدرب فريق بيلز لكرة القدم
  - جيمس ساندرز / شيطان السرعة : حبيب ماريا فاسكيز وشريكها في الجريمة الذي يرتدي أحذية عالية التقنية تمنحه سرعة خارقة
  - ديمتري سمردياكوف / الحرباء : مجرم روسي يرتدي قناعا لإخفاء هويته
  - جون جالو : حارس أمن في شركة أوسكورب يدعي نورمان أنه الرجل العنكبوت الحقيقي عند توقيع اتفاقيات سوكوفيا
- ألكس لو في دور أماديوس تشو : متدرب في شركة أوسكورب
- بول ف. تومبكينز في دور بنتلي ويتمان : عالم في شركة أوسكورب يشرف على المتدربين
- زهرة فازال
  - كارلا كونورز : عالمة في شركة أوسكورب تعمل مع بيتر أثناء فترة تدريبه
  - سوزان أوهارا: والدة نيكو بالتبني وليست أمه الأصلية
- جيك جرين في دور البوتان : مشعل حرائق يستخدم قفازات رمي اللهب عالية التقنية
- أنايريس كوينونيس في دور
  - ماريا فاسكيز : عشيقة جيمس ساندرز وشريكته في الجريمة التي تستخدم قفازات عالية التقنية قادرة على توليد شفرات الطاقة
  - كارميلا بلاك : الرجل الثاني في قيادة عصابة العقارب
- ماتي مارتينيز في دور أندريه لينكولن: شقيق لوني الأصغر
- أليكس ديزيرت في دور غريفت: عضو في عصابة شارع 110
- ترافيس ويلينغهام في دور
  - ميخائيل سيتسيفيتش : مجرم روسي
  - ثاديوس روس : وزير خارجية الولايات المتحدة الذي يحاول فرض اتفاقيات سوكوفيا
- سارة ناتوشيني بدور ميلا ماساريك / يونيكورن : مجرمة روسية مجهزة بخوذة عالية التقنية تطلق أشعة الليزر
- جوناثان ميدينا في دور ماك جارجان / العقرب : زعيم عصابة العقارب الذي يرتدي درعًا مزودًا بذيل ميكانيكي يشبه العقرب
- زاك شيري في دور كليف: أحد المارة الذي سجل سباق نيكو في الشارع
- ميك وينغيرت في دور توني ستارك / الرجل الحديدي : المنتقم الذي يستخدم بدلات الدروع الكهروميكانيكية من صنعه الخاص
- فينسنت دونوفريو بدور ويلسون فيسك / كينج بين : رجل أعمال قوي وزعيم عصابة إجرامية

بالإضافة إلى ذلك، تم تأكيد ظهور شخصية الأرنب الأبيض في المسلسل.

## الحلقات
| ر. الإجمالي | العنوان                   | المخرج         | الكاتب                | تاريخ العرض الأصلي |
| --- | ------------------------- | -------------- | --------------------- | ------------------ |
| 1 | «الخيال المذهل»           | ميل زواير      | جيف تراميل            | 29 يناير 2025      |
| في اليوم الأول لبيتر باركر في مدرسة ميدتاون الثانوية، قتال بين الساحر ستيفن سترينج والسيمبيوت يدمر المدرسة. ينقذ بيتر طالبًا جديدًا آخر، نيكو مينورو، من الكائن الفضائي. لقد فقد وعيه بعد أن عضه عنكبوت خرج من بوابة أنشأها سترينج أثناء القتال. بعد عدة أشهر، طور بيتر قدرات تشبه قدرات العنكبوت ويعمل سراً كرجل العنكبوت. بسبب تدمير مدرسة ميدتاون الثانوية، التحق هو ونيكو -الذين أصبحا الآن أفضل الأصدقاء- بمدرسة روكفورد تي بيلز الثانوية التي لا تحتوي على الدورات المتقدمة والتكنولوجيا التي كان بيتر متحمسًا لها في ميدتاون. كما سيحضر بيلز أيضًا حبيبة بيتر منذ الصغر بيرل بانجان وصديقها الجديد، قائد فريق كرة القدم لوني لينكولن. في أحد الأيام، في الطريق إلى المدرسة، ينقذ بيتر هاري أوزبورن من مجموعة من الأشرار الذين يبثون هذا التفاعل عبر البث المباشر. وفي وقت لاحق، يوقف مجرمين هاربين من الشرطة ويحظى باهتمام عام أوسع. بعد المدرسة، يعود بيتر إلى الشقة التي يعيش فيها مع عمته الأرملة ماي باركر ويستقبله رجل الأعمال نورمان أوزبورن.                      |                           |                |                       |                    |
| 2 | «حظ باركر»                | ليزا سينغير    | تشارلي نيونر          | 29 يناير 2025      |
| يعرض نورمان على بيتر فرصة تدريب حصرية في شركته، Oscorp، فيقبل بيتر ذلك بكل سرور. في اليوم التالي، يذهب إلى Oscorp بعد المدرسة ويلتقي بزملاء التدريب جان فوكو، وآشا, وأماديوس تشو. يشعر بيتر بالإحباط بسبب بنتلي ويتمان الصارم، وهو عالم يشرف على المتدربين، لكنه يستمتع أكثر بعد تكليفه بالعمل مع العالمة كارلا كونورز في مشروع للطاقة. يفوت بيتر فوز المدرسة في مباراة كرة قدم ولا يتمكن من الانضمام إلى نيكو عندما تتم دعوتهما إلى حفلة من قبل لوني وبيرل. أثناء استراحة في عمله، يرى بيتر تقريرًا إخباريًا عن حريق في مبنى ويذهب للتحقيق في الأمر بصفته سبايدر مان. يجد مشعل حرائق يدعى بيوتان تم تعيينه لتدمير مبنى باستخدام قاذفات اللهب عالية التقنية كجزء من عملية احتيال تأمينية، على الرغم من أنه يدمر المبنى الخطأ عن طريق الخطأ. يتغلب بيتر على بيوتان ويلاحظ شعار اللانهاية المصمم على معداته. بعد وصوله إلى شركة أوسكورب في وقت متأخر عن الموعد الذي كان يأمله، تم استدعاء بيتر إلى مكتب نورمان. يعرض نورمان على بيتر لقطات أمنية له وهو يرتدي بدلة سبايدر مان. |                           |                |                       |                    |
| 3 | «أزمة الهوية السرية»      | ستو ليفينغستون | جيف تراميل            | 5 فبراير 2025      |
| يحاول بيتر إنكار كونه سبايدر مان، لكن نورمان لا يقتنع بذلك. فيدعوه إلى عشاء خاص حيث يشرح له أنه أصبح عازمًا على اكتشاف هوية سبايدر مان الحقيقية بعد إنقاذ ابنه هاري. أنشأ نورمان مشروع التدريب كوسيلة لتجميع جين، وآشا، وأماديوس، وبيتر، المرشحين الأكثر احتمالاً من الشباب الذين يمكنهم إنشاء تقنية سبايدر مان. يرفض بيتر عرض نورمان للشراكة، لكنه يواصل التدريب لمساعدة ماي في سداد فواتيرها. عندما ينضم شقيق لوني الأصغر أندريه إلى عصابة شارع 110 المحلية، يذهب لوني إلى مقر العصابة لاستعادة أندريه. يجبر زعيم العصابة، دونوفان الكبير، أندريه على الانضمام إلى العصابة مقابل السماح له بالمغادرة. يحصل المجرمون ماريا فاسكيز وجيمس ساندرز على قفازات وأحذية عالية التقنية من محسن غامض ويسرقون متجر مجوهرات. يقاتلهم بيتر ويتغلب عليهم بتقنيتهم، حتى يتصل به نورمان للمساعدة. بعد هزيمة الزوجين، يلاحظ بيتر نفس شعار اللانهاية على تقنيتهم. يقبل بيتر عرض الشراكة الذي قدمه نورمان.                                                                                    |                           |                |                       |                    |
| 4 | «تحقيق النجاح الكبير»     | ليزا سينغر     | تشارلي نيونر          | 5 فبراير 2025      |
| أصبح المنتقمون منقسمين بشأن اتفاقيات سوكوفيا، وهو قانون تشريعي يتطلب تسجيل الأبطال الخارقين والإشراف عليهم. يعتقد نورمان أنه وبيتر يجب أن يتدخلا ليصبحا حماة نيويورك ويجعل بيتر يجرب بدلات الأبطال الخارقين الجديدة التي صممتها شركة أوسكورب. وقد أسفرت هذه البدلات عن نتائج متباينة حتى استقرا على بدلة أقرب إلى تصميم بيتر الأصلي لسبايدرمان، على الرغم من أنها بيضاء في الغالب وليس الزي الأحمر والأزرق الذي تخيله بيتر. يرسل بيج دونوفان لوني للحصول على طعام لعصابة شارع 110 من متجر يقع في أراضي عصابة منافسة، العقارب. يتعرض لوني للتهديد من قبل بعض العقارب، وعندما يعود يشرح بيج دونوفان أن لوني وعائلته لن يكونوا في مأمن من العقارب إلا إذا كان لوني مخلصًا لعصابة شارع 110. ينقذ بيتر بعض المارة من مجموعة من لصوص البنوك الروس. عندما يعود إلى أوسكورب، يكشف عن هويته عن طريق الخطأ لهاري. يهرب أحد الروس، ميلا ماساريك، بالأموال التي سرقوها ويأخذها إلى المحسن الذي يصنع معدات عالية التقنية لمختلف المجرمين: أوتو أوكتافيوس.                                |                           |                |                       |                    |
| 5 | «إطلاق وحيد القرن!»       | ستو ليفينغستون | جيف تراميل            | 5 فبراير 2025      |
| يبيع أوكتافيوس لميلا خوذة تطلق أشعة الليزر من الجبهة ويمكنها التنبؤ بحركات الخصم. يخطط لصنع اسم لنفسه باستخدام الثروة التي اكتسبها من بيع تقنيته للمجرمين. يقرر نورمان أنه بسبب جدول أعماله المزدحم، سيكون من الأفضل لهاري أيضًا أن يشارك في شراكة سبايدر مان. تساعد ميلا، التي تطلق على نفسها اسم وحيد القرن، رفاقها الروس على الهروب من السجن. يأمر هاري بيتر بإيقافهم ويقاتل المجموعة. تكاد ميلا تقتل بيتر، لكن شريكها ميخائيل سيتسفيتش يوقفها بعد أن أنقذ بيتر حياته عندما استخدمت ميلا ميخائيل كطعم أثناء القتال. يقبض بيتر عليهما، ويتعهد ميخائيل بالانتقام لسجنه على الرغم من بطولات بيتر. ينضم بيتر إلى نيكو لمشاهدة فيلم ويدعو هاري - وهو شخص مشهور في المجتمع - للانضمام إليهما، مما يزعج نيكو. يضطر لوني إلى ترك تدريب كرة القدم لمساعدة عصابة شارع 110 في حرب العصابات مع العقارب. بعد إنقاذ دونوفان الكبير من زعيم العقارب، ماك جارجان، يكسب لوني احترام العصابة ويمنحه دونوفان الكبير لقب "تومبستون".                                                         |                           |                |                       |                    |
| 6 | «مبارزة مع ديفيل»         | ليزا سينغر     | تشارلي نيونر          | 12 فبراير 2025     |
| يُطرد لوني من فريق كرة القدم بينما يستمر في التغيب عن التدريبات والدروس المدرسية. يرفض أن يشرح السبب لبيرل. يدعو بيتر هاري ونيكو لقضاء بعض الوقت في منزله على أمل أن يصبحا صديقين، لكن شخصياتهما المتضاربة تجعل الأمر صعبًا. بينما يحضر نورمان حفل عشاء خيري، يعلم أن شخصًا ما يقتحم شركة أوسكورب ويرسل بيتر للتحقيق. يجد بيتر الحارس المتخفي ديرديفيل، الذي يعتقد أن نورمان يخفي شيئًا شريرًا. يتشاجر الاثنان، وينتهي الأمر بقيام ديرديفيل بضرب بيتر فاقدًا للوعي. عندما يستيقظ بيتر، يوضح نورمان أن زميله السابق أوكتافيوس هو وراء التكنولوجيا التي يستخدمها المجرمون ويعتقد أن أوكتافيوس استأجر ديرديفيل لسرقته. بينما كان بيتر بعيدًا، كشف هاري عن طريق الخطأ لنيكو أن بيتر هو سبايدر مان. تؤكد ذلك عندما يعود بيتر، وتغادر منزعجة لأنه أخفى هذا عنها. تتبع كارميلا بلاك، نائبة جارجان، لوني، وتعود إلى مخبأ عصابة شارع 110 للحماية. تتبعه هناك وتخبر جارجان، الذي جهزه أوكتافيوس بدرع يشبه العقرب.                                                                           |                           |                |                       |                    |
| 7 | «العقرب الصاعد»           | ستو ليفينغستون | رافين كونى            | 12 فبراير 2025     |
| في المدرسة، تتجاهل نيكو محاولات بيتر للاعتذار عن إبقاء سبايدر مان سرًا. يستنتج بيتر ونورمان أن أوكتافيوس يستخدم إشعاع جاما لتقنيته ويبدآن في تعقبه في جميع أنحاء المدينة لمحاولة تحديد مكانه. يأخذ هاري نيكو لتناول الطعام في محاولة لجعلها تسامح بيتر. يبدأ الاثنان في الترابط بعد أن علمها كيفية القيادة وينخرطان في سباق شوارع ضد سائق غير منضبط. بينما لا تزال تواجه صعوبة في مسامحة بيتر، يخبر هاري نيكو أن بيتر احتفظ بسره لحمايتها. تعتذر نيكو لهاري عن الطريقة التي عاملته بها من قبل وتسميه صديقًا. تعلم بيرل بتورط لوني مع عصابة شارع 110 من أندريه، وتواجه لوني في مخبئهم. بينما تحاول لوني إبعادها، تتعرض العصابة للهجوم من قبل جارجان، الذي يطلق على نفسه الآن اسم العقرب. يتتبع سبايدر مان الإشعاع في درع جارجان، وينقذ بيرل ولوني. نورمان، الذي انشغل بالعثور على أوكتافيوس، قدم مساعدة بسيطة في القتال، وأصيب بيتر بجروح خطيرة على يد جارجان. حدد نورمان مكان أوكتافيوس ثم أرسل طائرة شراعية لإنقاذ بيتر قبل أن يُقتل الأخير.                                 |                           |                |                       |                    |
| 8 | «شبكة متشابكة»            | ليزا سينغر     | تشارلي نوينر          | 12 فبراير 2025     |
| يصاب بيتر بالصدمة بعد قتاله مع سكوربيون ويتساءل عما إذا كان يستطيع الفوز. يمنحه نورمان إنذارًا نهائيًا ليتولى دور سبايدر مان أو يخسر شراكتهما. ينهار بيتر أمام ماي، وتعرب عن رغبتها في أن يظل عمه بن يلجأ إليه. يرسل نورمان موقع أوكتافيوس إلى ثاديوس روس، وزير خارجية الولايات المتحدة، الذي يعتقل أوكتافيوس لانتهاكه اتفاقيات سوكوفيا بمساعدة الرجل الحديدي. في اليوم التالي، يذهب بيتر إلى منزل بيرل للمساعدة في مهمة. تزورها لوني وتخبرها أن عصابة شارع 110 تلاحق سكوربيون. تنفصل بيرل عن لوني عندما يرفض ترك العصابة. بفضل نصيحة من أحد زملاء ميلا وميخائيل، دميتري سميردياكوف (عالم مارفل السينمائي)، علمت العصابة بمستودع أوكتافيوس المهجور وخططت لاستخدام تقنيته لمحاربة سكوربيون. بدون بن، يلجأ بيتر إلى نورمان للحصول على النصيحة. يعتقد نورمان أن بيتر خسر أمام سكوربيون لأنه متردد، ويخبره أن مع القوة العظيمة تأتي احترام عظيم. يكشف هاري لبيتر أنه طلب من علماء أوسكورب تطوير بدلة سبايدر مان حمراء وزرقاء جديدة له.                                           |                           |                |                       |                    |
| 9 | «البطل أو التهديد»        | ليزا سينجر     | جيف تراميل            | 19 فبراير 2025     |
| يزور نورمان أوكتافيوس في السجن ليتفاخر بتورطه في اعتقال الأخير، وليكشف أن تقنيته تُسلم إلى أوسكورب. يوقف بيتر محاولة الـ 110 لاختطاف التقنية أثناء نقلها. يصل جارجان مع العقارب ويندلع شجار يهرب منه بيج دونوفان. يتقدم لوني ويبحث في تقنية أوكتافيوس عن شيء يستخدمه. يتعرض لغاز غامض يمنحه قوة ومتانة خارقة. يستخدم لوني قواه الجديدة لمساعدة بيتر في قتال جارجان. بعد أن دفن الأخير لوني تحت الأنقاض، يأخذ بيتر بنصيحة نورمان ويتوقف عن التراجع. يكاد يقتل جارجان قبل أن يتحرر لوني ويوقفه، ويقنعه بعدم تجاوز هذا الخط والبقاء بطلاً. يتم القبض على جارجان. يرى نيكو بيتر ينقذ الأرواح بصفته سبايدرمان، فيسامحه. يشكر نورمان بيتر على عمله في إيقاف جارجان. ثم يلتقي بعدة علماء من شركة أوسكورب، بمن فيهم ويتمان، الذين يعملون على مشاريع سرية مختلفة. أحدها محاولة تقليد قدرات سبايدر مان عن طريق حقن عنكبوت بدم بيتر. |                           |                |                       |                    |
| 10 | «إذا كان هذا هو مصيري...» | ستو ليفينجستون | شارلي نونر/ جيف ترامل | 19 فبراير 2025     |
| يكشف نورمان للمتدربين أن جميع مشاريعهم تُستخدم لإنشاء بوابة إلى الفضاء لمشروع مونوليث السري. يصل سترينج ليحذر من هذا، لكن نورمان يأمر بتنشيط البوابة. يمر الكائن الفضائي التكافلي ويهاجم. ينشئ سترينج بوابة تأخذه هو والكائن الفضائي عن طريق الخطأ إلى اليوم الأول لبيتر في مدرسة ميدتاون الثانوية. يهرب أحد العناكب التي حقنتها شركة أوسكورب بدم بيتر عبر البوابة ويعض بيتر الأصغر. يرسل سترينج وبيتر الحالي الكائن الفضائي إلى الفضاء ويدمران البوابة. يبقى جزء من الكائن المتكافل خلفه ويعثر عليه نورمان. ينشئ هاري شركته الخاصة، وهي فرقة الهندسة العالمية (دبليو إي بي)، لدعم العباقرة الشباب مثل متدربي أوسكورب دون استغلال. تشمل المدعوين أماديوس، الذي يرفض لصالح وظيفة هندسية في أوسكورب؛ وجين، وهي البطلة الخارقة فينيس وكانت متخفية في أوسكورب بناءً على طلب شريكها الحارس دارديفيل؛ ولوني، الذي أصبح القائد الجديد للفرقة 110. لاحقًا، زارت ماي والد بيتر المسجون ريتشارد باركر.                                                                                  |                           |                |                       |                    |

## الإنتاج

### التطوير
بحلول يونيو 2021، كانت استوديوهات مارفل للرسوم المتحركة تعمل على تطوير قائمة مكونة من ثلاث مسلسلات أخرى على الأقل بالإضافة إلى سلسلة ديزني+ ماذا لو...؟ (2021-2024). وفي الشهر التالي، قيل إن هذه المنتجات كانت في مراحل مختلفة من التطوير ولم يكن من المتوقع ظهورها لأول مرة حتى عام 2023 على الأقل. تم الإعلان عن الرجل العنكبوت: السنة الأولى خلال حدث ديزني+ داي في نوفمبر 2021، مع عمل جيف تراميل ككاتب رئيسي .  طُلب من تراميل تطوير المسلسل بعد تقديم مشروع رسوم متحركة مختلف إلى رئيس استوديوهات مارفل كيفن فيجي ورئيس الرسوم المتحركة براد ويندرباوم . عمل ميل زواير كمخرج مشرف ،  مع ستو ليفينغستون كمخرج حلقات.
 كان كل من فيجي و لويس دي اسبوزيتو وويندرباوم و دانا فاسكيز-إيبرهاردت من استديوهات مارفل منتجين تنفيذيين إلى جانب تراميل.
خلال ندوة استديوهات مارفل للرسوم المتحركة في سان دييغو كومك كون في يوليو 2022، تمت الإشارة إلى الرجل العنكبوت: السنة الأولى والمشاريع الأخرى التي تمت مناقشتها على أنها جزء من ""عالم مارفل المتحرك المتعدد". تم الإعلان عن موسم ثانٍ في اللجنة بعنوان الرجل العنكبوت: السنة الثانية. تمت إعادة تسمية السلسلة باسم الرجل العنكبوت الصديق الودود بالحي بحلول ديسمبر 2023.  في يناير 2025، قال تراميل إن المسلسل لن يقتصر على تغطية عام دراسي واحد لكل موسم،  وقال ويندرباوم إن الضوء الأخضر قد أعطي لموسم ثالث. تم إدراج تراميل كمنتج عرض وكاتب رئيسي بواسطة Marvel.com .

### الكتابة
يصور المسلسل قصة أصل بيتر باركر / سبايدر مان ، والتي لم يتم استكشافها بالتفصيل في أفلام عالم مارفل السينمائي (إم.سي.يو)؛  صرح فيج في عام 2015 أنهم قرروا عدم إعادة سرد أصل الشخصية في فيلم كابتن أمريكا: الحرب الأهلية (2016)،  والذي كان أول ظهور للشخصية في عالم مارفل السينمائي،  حيث كان هناك بالفعل نسختان تم تصويرهما في أفلام الرجل العنكبوت التي أخرجها سام رايمي (2002-2007) ومارك ويب (2012-2014) وقرر الاستوديو "أن يعتبر أن الناس يعرفون ذلك أمرًا مفروغًا منه".  كان من المقرر في الأصل أن تدور أحداث المسلسل ضمن " الخط الزمني " الخاص بـعالم مارفل السينمائي قبل أحداث الحرب الأهلية ، لكن الفريق الإبداعي وجد أن هذا مقيد للغاية فيما يتعلق بالشخصيات وعناصر الكتاب الهزلي التي يمكن تضمينها. قرروا نقل المسلسل إلى خط زمني بديل ،  والاستفادة من مفهوم الكون المتعدد في إم سي يو: تبدأ القصة بشكل مشابه للحرب الأهلية لكنها تصور نورمان أوزبورن يصبح معلم بيتر بدلاً من توني ستارك ، مما يؤدي إلى لقاء بيتر بشخصيات أخرى غير متوقعة.
قال تراميل إن المسلسل سوف يستكشف هوية بيتر قبل سبايدر مان وكيف بدأت مسيرته في عالم الأبطال الخارقين. استلهم الفريق الإبداعي أفكاره من كتب الرجل العنكبوت المذهل المصورة المبكرة التي كتبها ستان لي وستيف ديتكو ،  بالإضافة إلى سلسلة الرسوم المتحركة السابقة للرجل العنكبوت. استوحى تراميل إلهامًا محددًا من الطريقة التي تم بها تطوير الشخصيات في فيلم سبيكتاكيولار سبايدرمان (2008-2009).  أراد استخدام المسلسل للتعامل مع الأفكار والشخصيات المألوفة بطرق جديدة، مثل دور نورمان أوزبورن كمعلم لبيتر. تدور قصة أصل سبايدر مان في الصديق الودود بالحي حول تعرض بيتر للدغة عنكبوت متعدد الأبعاد يسقط من بوابة أنشأها الدكتور ستيفن سترينج أثناء قتاله لكائن فضائي تكافلي ،  مما يربط أصله بالسحر وليس العلم كما في القصص المصورة.  قال ويندرباوم إن المسلسل كان "سبايدر مان بشكل أساسي" لأنه يظهر بيتر وهو يحاول التوفيق بين المدرسة الثانوية ورعاية عمته ماي وكونه بطلًا خارقًا. قال إن المجموعة الكبيرة من الشخصيات سمحت بعلاقات ومخاطر مثيرة للاهتمام،  والتركيز على "الجوار" من عنوان المسلسل من خلال تقديم شخصيات داعمة في أدوار بارزة؛  قارن ويندرباوم هذا بعمل تراميل في المسلسل المتحرك كريج أوف ذا كريك (2018-2025). تتضمن السلسلة العديد من الشخصيات التي لا ترتبط عادةً بـالرجل العنكبوت، بما في ذلك نيكو مينورو في دور أفضل صديق لبيتر، بالإضافة إلى جين فوكو وأماديوس تشو . فكر تراميل في ضم جيسيكا جونز الشابة كواحدة من زملاء بيتر في الفصل.
شمل كتاب الموسم الأول تريميل، تشارلي نوينر، ريفن كون، وهاليمة لوكاس. بحلول يناير 2025، تمت كتابة نصوص الموسم الثاني، وكان ويندرباوم يستعد في ذلك الوقت لسماع عرض تراميل للموسم الثالث. نظرًا لتجديد المسلسل لثلاثة مواسم، أشار ويندرباوم إلى أن تراميل كان يبني خطًا سرديًا للمسلسل منذ الموسم الأول.

### التمثيل وتسجيل الصوت
تم الكشف عن أن تشارلي كوكس سيعيد تمثيل دوره في دور مات موردوك / ديريديفيل من وسائط إم سي يو السابقة في يوليو 2022،  بينما تم اختيار بول إف تومبكينز لدور بنتلي ويتمان .  سجل كوكس حواره في عام 2021 أثناء فترات الراحة في تصوير المسلسل الحي شي-هالك: محامية (2022) من إنتاج إم سي يو.  في سبتمبر 2023، كشف ملف مكتب حقوق النشر في الولايات المتحدة للمسلسل أن هدسون ثيمز كان يؤدي صوت بيتر باركر / سبايدر مان، مكررًا دوره من الموسم الأول من ماذا لو ...؟ (2021)،  مع يوجين بيرد في دور لوني لينكولن ، وجريس سونج في دور نيكو مينورو، وهيو دانسي في دور أوتو أوكتافيوس ، وكاري والجرين في دور ماي باركر، وزينو روبنسون في دور هاري أوزبورن . كان الفريق الإبداعي يكافح من أجل الاستقرار على ممثل شعروا أنه قد يرقى إلى سمعة نورمان أوزبورن عندما اقترح زواير اختيار كولمان دومينغو . اعتقد تراميل أن هذه كانت "فكرة عبقرية" وقاموا على الفور بالاتصال بالممثل، الذي كان "متحمسًا للغاية" لتولي الدور. تم الإعلان عن اختيار دومينغو في أغسطس 2024.
في ديسمبر 2024، تم الكشف عن أن فينسنت دونوفريو سيعيد تمثيل دوره كـ ويلسون فيسك / كينج بين من وسائط MCU السابقة،  مع كاثي آنج بصوت بيرل بانجان . قبل العرض الأول للمسلسل في يناير 2025، تم الكشف عن المزيد من الممثلين الذين تم اختيارهم للمشاركة في المسلسل: روبن أتكين داونز في دور دكتور ستيفن سترينج؛ أنجالي كوناباني في دور جين فوكو؛ إيريكا لوتريل في دور آشا ؛ أليكس لي في دور أماديوس تشو؛ زهرة فازال في دور كارلا كونورز ؛ جيك جرين في دور بوتان ؛ ميك وينجرت في دور توني ستارك / الرجل الحديدي، مكررًا دوره من ماذا لو ...؟روجر كريج سميث بدور جيمس ساندرز / سبيد ديمون وديمتري سمردياكوف / كاميليون ؛ أنايريس كوينونيس بدور ماريا فاسكيز وكارميلا بلاك ؛ ترافيس ويليهام بدور ميخائيل سيتسيفيتش وتاديوس روس ؛ سارة ناتوشيني بدور ميلا ماساريك / يونيكورن ؛ ليلاني باريت بدور بيج دونوفان ؛ وجوناثان ميدينا بدور ماك جارجان / سكوربيون . بالإضافة إلى ذلك، تم الكشف عن أن المصارع السابق إيتوري إيوين سيكون جزءًا من فريق التمثيل. بدأ العمل على الموسم الأول في عام 2022، وكان يعمل على الموسم الثاني بحلول يناير 2025. كما يعيد زاك شيري تمثيل دوره في إم سي يو باسم كليف.

### الرسوم المتحركة والتصميم
نظرًا لأن استديوهات مارفل للرسوم المتحركة ليس لديه "أسلوب منزلي"، فقد كان الفريق الإبداعي حرًا في تطوير أسلوب رسوم متحركة يختلف عن السلسلة السابقة ماذا لو ...؟ و X-Men '97 (2024 حتى الآن).  أرادوا تجنب نسخ أحد أنماط الرسوم المتحركة المختلفة العديدة المستخدمة في أفلام عالم العنكبوت المتحركة واستقروا على تكريم كتب الرجل العنكبوت المذهل المصورة المبكرة، وتحديدًا تلك التي تتميز بفن ستيف ديتكو وجون روميتا الأب. وصف تراميل المسلسل بأنه "كتاب مصور متحرك"، والذي تم تحقيقه من خلال الرسوم المتحركة ثلاثية الأبعاد المظللة التي تقدمها الصورة المضلعة و CGCG، Inc.   تم اختيار مضلع بسبب مظهر الرسوم المتحركة ثنائية الأبعاد الذي حققوه في أعمالهم السابقة، بما في ذلك سلسلة ديزني إكس دي ترون: الانتفاضة . قال تراميل إن الشركة كانت قادرة على مطابقة الأسلوب المطلوب مع الحفاظ على "الشخصيات التي تبدو حية وحقيقية، دون الشعور بالجمود والميكانيكية".
كان ليو روميرو هو مصمم الشخصيات الرئيسي، مع فناني القصص المصورة كريس سامني ، وباولو ريفيرا ، وإيثان يونج الذين عملوا أيضًا على المسلسل. أشاد تراميل بروميرو لتحديثه التصميمات مع الاحتفاظ بالعناصر الكلاسيكية. لقد اتجهوا بشكل أكبر إلى مراجع الكتب المصورة لبدلات بيتر سبايدر مان وبعض أزياء الأشرار،  بما في ذلك أزياء أوكتافيوس وجارجان. يبدأ بيتر المسلسل ببدلة منزلية الصنع مصنوعة من "سراويل رياضية، أحذية رياضية، نظارات واقية، سترة زرقاء، قميص داخلي أحمر، وسادات ركبة، وقاذفات شبكات ضخمة، وشعار أحمر على الصدر". رفض العديد من تصميمات بدلات أوسكورب التي تعتمد على بدلات بديلة يرتديها بيتر عندما يتولى شخصيات مختلفة خلال حدث الكتاب الهزلي " أزمة الهوية " عام 1998: بدلة ذهبية مع عباءة حمراء تستخدم لشخصية "معجزة"، بدلة أرجوانية مع أجنحة تحوم تستخدم لشخصية " الدبور "، وبدلة مجنحة زرقاء داكنة تستخدم لشخصية " الغسق ". يستمر بيتر في ارتداء بدلة أسكورب البيضاء والزرقاء التي تشبه زي مؤسسة مستقبل سبايدر مان من القصص المصورة  بالإضافة إلى بدلة "مضاد لفينوم" التي شوهدت في لعبة سبايدر مان 2 بلاي ستيشن  ثم بدلة حمراء وزرقاء "كلاسيكية من الستينيات".
بحلول يناير 2025، تم الانتهاء من نصف الرسوم المتحركة للموسم الثاني.

### الموسيقى
تم الكشف عن أن ليو بيرينبيرج وزاك روبنسون سيقومان بتأليف موسيقى المسلسل في يونيو 2024. أغنية المسلسل الرئيسية، "جار مثلي" من تأليف نادي الرياضيات بالتعاون مع ريلاي وميلو يصنعان الموسيقى، هي أغنية راب مأخوذة من أغنية المسلسل الكرتوني الرجل العنكبوت (1967–1970) من تأليف بول فرانسيس ويبستر وبوب هاريس . تم إصدار الأغنية كأغنية فردية بواسطة تسجيلات هوليوود ومارفل ميوزيك في 21 يناير 2025.